# أليساندرو كالوري
أليساندرو كالوري (بالإيطالية: Alessandro Calori)‏ (29 أغسطس 1966 بأريتسو في إيطاليا - ) هو مدرب كرة قدم ولاعب كرة قدم إيطالي في مركز الدفاع. لعب مع نادي أودينيزي ونادي بريشيا ونادي بيروجيا ونادي بيزا ونادي فينيزيا ونادي أريتسو وMontevarchi Calcio Aquila 1902 ‏.

## روابط خارجية
- أليساندرو كالوري على موقع قاعدة بيانات كرة القدم.إي يو (الإنجليزية)
- أليساندرو كالوري على موقع Soccerbase.com (مدرب) (الإنجليزية)
- أليساندرو كالوري على موقع عالم كرة القدم.نت (الإنجليزية)